# Оптуха (платформа)
О́птуха — остановочный пункт (платформа) Орловско-Курского отделения Московской железной дороги, бывшая железнодорожная станция. Расположена в деревне Ивановское Орловского района Орловской области.

## Общая информация
Поезда дальнего следования на платформе не останавливаются. Обслуживается исключительно пригородными поездами. Сохранилось здание вокзала, на данный момент не эксплуатируется. Кассы на платформе не предусмотрены. Есть два главных пути и две боковые платформы. Угадываются остатки третьего пути и дополнительных строений станции.
Станция названа по расположенной неподалёку реке Оптуха, правого притока Оки. Рядом расположен мост через реку.

## Интересные факты
В 1942 году была построена Болховская узкоколейная железная дорога, соединявшая станцию Оптуха и город Болхов Орловской области. Таким образом станция Оптуха являлось узловой до 1963 года.